# Thripadectes holostictus
A Thripadectes holostictus a madarak (Aves) osztályának verébalakúak (Passeriformes) rendjébe és a fazekasmadár-félék (Furnariidae) családjába tartozó faj.

## Rendszerezése
A fajt Philip Lutley Sclater és Osbert Salvin írták le 1876-ben, az Automolus nembe  Automolus holostictus néven.

## Alfajai
- Thripadectes holostictus holostictus (Sclater & Salvin, 1876)
- Thripadectes holostictus moderatus Zimmer, 1935
- Thripadectes holostictus striatidorsus (Berlepsch & Taczanowski, 1884)[2]

## Előfordulása
Dél-Amerikában, az Andokban, Bolívia, Ecuador, Kolumbia, Peru és Venezuela területén honos. Természetes élőhelyei a szubtrópusi vagy trópusi hegyi esőerdők, valamint másodlagos erdők. Állandó, nem vonuló faj.

## Megjelenése
Testhossza 24 centiméter.

## Életmódja
Gerinctelenekkel és kisebb gerincesekkel táplálkozik.

## Természetvédelmi helyzete
Az elterjedési területe nagyon nagy, egyedszáma pedig stabil. A Természetvédelmi Világszövetség Vörös listáján nem fenyegetett fajként szerepel.